# Симич, Бранислав
Бранислав Симич (серб. Branislav Simić, 21 марта 1935) — югославский борец греко-римского стиля, чемпион Олимпийских игр.
Бранислав Симич родился в 1935 году в деревне Горня-Рогатица недалеко от Бачка-Тополы (Королевство Югославия). В 1948 году он начал заниматься греко-римской борьбой, и быстро достиг больших успехов, завоевав все молодёжные титулы в Югославии. После этого он стал тренироваться в клубе «Пролетер Зренянин». Уже в 1953 году, в возрасте 18 лет, он принял участие в Чемпионате мира в Неаполе, но больших успехов там не показал. Однако он продолжал участвовать в международных соревнованиях, борясь против мастеров мирового класса и набираясь опыта, и в 1963 году выиграл серебряную медаль Чемпионата мира, а в 1964 — золотую медаль Олимпийских игр. На Олимпийских играх 1968 года в Мехико он был знаменосцем сборной Югославии, а в категории до 87 кг на той же Олимпиаде завоевал бронзовую медаль.